# آنا دانیلینا
آنا سرگیِونا دانیلینا (روسی: Анна Сергеевна Данилина؛ زادهٔ ۲۰ اوت ۱۹۹۵) تنیس‌باز روس‌تبار اهل قزاقستان است. او در دوبل، به رتبهٔ شماره ۱۰ جهان در رده‌بندی انجمن تنیس زنان (WTA) رسیده است. در بخش انفرادی، بهترین ردهٔ او شمارهٔ ۲۶۹ بوده است. دانیلینا قهرمان گرند اسلم در دوبل مختلط است و در تنیس آزاد آمریکا ۲۰۲۳ همراه با هری هلیووارا به قهرمانی رسید.
دانیلینا که در آغاز برای زادگاهش روسیه بازی می‌کرد، در مارس ۲۰۱۱ و در سن ۱۵ سالگی تابعیت ورزشی خود را به قزاقستان تغییر داد. او در ردهٔ جوانان، در فوریهٔ ۲۰۱۳ به رتبهٔ سوم جهان در رده‌بندی ترکیبی دست یافت.
از زمان حرفه‌ای شدن، دانیلینا ۹ عنوان در رقابت‌های دوبل تور WTA و ۳ عنوان در سطح تنیس چلنجر زنان کسب کرده است. او همچنین یک عنوان انفرادی و ۲۷ عنوان دوبل در تور جهانی تنیس زنان آی‌تی‌اف به‌دست آورده است.
دانیلینا همراه با بتریز حدید مایا، به موفقیت بزرگی در دوبل زنان دست یافتند و به فینال تنیس آزاد استرالیا ۲۰۲۲ - دوبل زنان رسیدند، اما در یک مسابقهٔ سه‌سته‌ای، در برابر باربورا کریچیکووا و کاترینا سینیاکووا شکست خوردند.